# Porsche 989
La Porsche 989 è un prototipo creato dalla casa automobilistica tedesca Porsche nel 1988.
Un esemplare del prototipo viene conservato nel museo Porsche di Zuffenhausen.

## Contesto

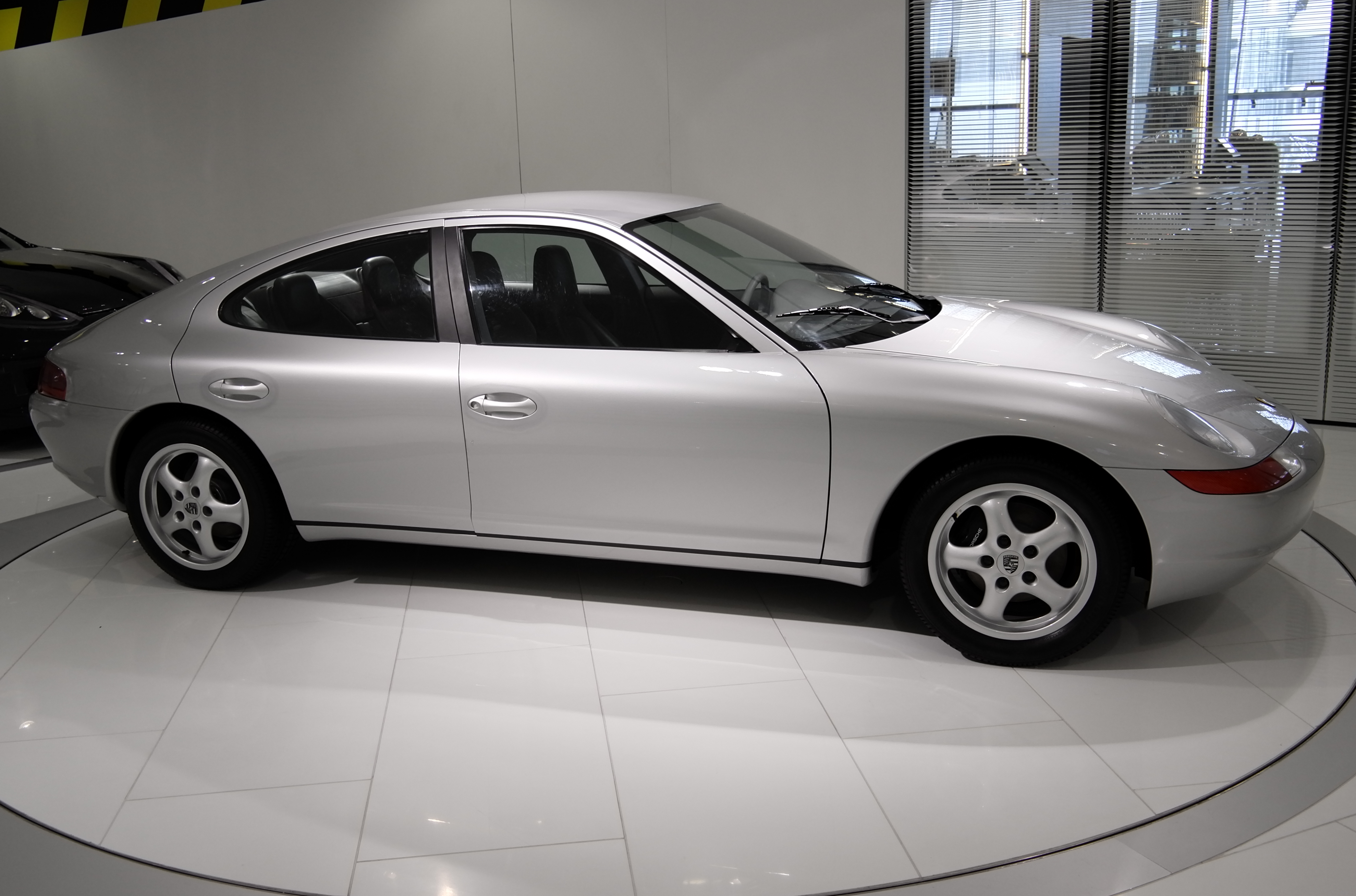
Vista laterale

Alla fine degli anni 80, sotto la sempre maggiore spinta della concorrenza nipponica nella gamma d'accesso del listino, la Porsche ipotizzò di sviluppare un modello da inserire come veicolo più grande della 911, investendo circa 550 milioni di dollari. Così i vertici tedeschi decisero di progettare una berlina a quattro porte sportiva ad elevate prestazioni. Per fare ciò vennero prese in esame varie soluzioni tra cui una pervenuta dalla Italdesign di Giugiaro con nome in codice 932 che fu scartata, in favore di quella del centro stile interno della Porsche supervisionato da Harm Lagaay che era più tradizionalista e riprendeva maggiormente gli stilemi della 911. Il motore in fase di sviluppo era un moderno V8 com angolo tra le bancate di 80 gradi da 3616 cm³ raffreddato a liquido con circa 300 CV di potenza, montato in posizione anteriore-longitudinale e con la trazione posteriore.
Il progetto non ebbe luce a causa dell'abbandono del progettista Ulrich Benz e degli alti costi di produzione e vendita preventivati (circa 150.000 marchi tedeschi dell'epoca), generando un ingente esborso economico da parte dell'azienda, con la perdita di circa 150 milioni di dollari che portarono alla definitiva chiusura del progetto nel 1991. Le linee e le proporzioni però furono in parte riutilizzate e fecero da ispirazione alle successive Porsche 993 e 996.